# Hannah Fierman
Hannah Rose Fierman (Trowbridge, Inglaterra, 8 de septiembre de 1987) es una actriz británica más conocida por su papel de Lily, la súcubo, en V/H/S (2012) y Siren (2016).

## Biografía
Comenzó a actuar a los tres años para el teatro antes de mostrar interés por el cine y la televisión. Desde entonces ha acumulado una gran filmografía y "nunca ha parado". Comenzó a ganar reconocimiento en el género de terror con su interpretación de Lily en la antología de terror V/H/S' para el segmento "Noche de aficionados". Al ser elegida para el papel, Fierman admitió que el concepto la confundía un poco: "Sabes, alguien se te acerca y te dice: 'Oye, ¿quieres ser una chica demonio desnuda en mi película? Pero David es un narrador increíble. Fue tan interesante la forma en que lo describió... Pensé que era un director brillante." También le resultó simpático el personaje, "quería que el espectador estuviera en su equipo incluso después de la salvajada o que al menos comprendiera por qué lo hizo. " Volvería a interpretar su papel en Siren, basada libremente en el segmento. Fierman continuó con su papel en proyectos relacionados con el terror como Dead by Midnight como actriz principal.
Más tarde, Hannah actuó como invitada en el episodio de Creepshow "Night of the Living Late Show" como su interpretación de la condesa Irina Petrovska de Horror Express. Luego actuó como invitada en el papel de Fawn en el episodio "Familiar".
En abril de 2022, Fierman escribió, dirigió y protagonizó el vídeo musical de la canción "Hair" de la banda The Lucid.

## Filmografía
| Año  | Título                          | Rol                    | Notas                                                        |
| ---- | ------------------------------- | ---------------------- | ------------------------------------------------------------ |
| 2012 | The Game                        | Tessa                  | 2 episodios                                                  |
| 2012 | The Vampire Diaries             | Marianna Lockwood      | Episodio: "1912"                                             |
| 2012 | The Girl's Guide to Depravity   | Patty, la farmacéutica | 2 episodios                                                  |
| 2014 | Toast of London                 | Honeysuckle            | Episodio: "Fool in Love"                                     |
| 2014 | Pepper's Place                  | Pepper                 | Piloto para TV                                               |
| 2015 | Servitude                       | April Christianson     | Piloto para TV                                               |
| 2018 | Dead by Midnight (11pm Central) | Candice Spelling       | Episodio: "Dead Air"                                         |
| 2018 | Fear Haus                       | Anticristo             | Originado como un corto; Episodio: "Devil 13"                |
| 2020 | Dynasty                         | Brooke Whitman         | Episodio: "You Make Being a Priest Sound Like Something Bad" |
| 2021 | Creepshow                       | Condesa Petrovska      | Episodio: "Night of the Living Late Show"                    |
| 2021 | Creepshow                       | Fawn                   | Episodio: "Familiar"                                         |

| Año  | Título                                | Rol                    | Notas                      |
| ---- | ------------------------------------- | ---------------------- | -------------------------- |
| 2007 | Passion Play                          | María Magdalena        | Cortometraje               |
| 2007 | 2 Centermeters                        | Steven-Sue             | Cortometraje               |
| 2008 | Order of the Quest                    | La Baronesa            |                            |
| 2008 | God Is Dead                           | Snow                   |                            |
| 2009 | The Legend of Zelda: The Hero of Time | Zelda / Sheik          | Film realizado por fans    |
| 2009 | Death and Beauty                      | Chica amorosa          | Cortometraje               |
| 2010 | The Dress                             | Floor                  | Cortometraje               |
| 2010 | Better Late Than Severed              | Demon Vixen            | Cortometraje               |
| 2011 | People We Know                        | Alexandra Delioncourte | Cortometraje               |
| 2012 | V/H/S                                 | Lily                   | Segmento: "Amateur Night"  |
| 2012 | A Change in the Weather               | Mujer                  | Cortometraje               |
| 2012 | Quietus                               | Rose                   | Cortometraje               |
| 2013 | 24 Exposures                          | Shannon Fierman        |                            |
| 2014 | Ruins and Reckoning                   | Elona Ray              | Cortometraje               |
| 2014 | The Unwanted                          | Laura                  |                            |
| 2014 | American Hell                         | Geneva                 | Cortometraje               |
| 2014 | Fugly!                                | Chica de ojos saltones |                            |
| 2015 | The Franks: A Blood Puke Segment      | Srta. Frank            | Cortometraje               |
| 2015 | Good Grief Suicide Hotline            | Lizzy Graves           |                            |
| 2016 | Siren                                 | Lily                   | Spinoff de V/H/S           |
| 2016 | Hold Me                               | Hannah                 |                            |
| 2016 | Collider                              | Angie                  | Cortometraje               |
| 2016 | Birthday Cake                         |                        | Cortometraje               |
| 2017 | The Secret Garden                     | Lily Craven            |                            |
| 2017 | Get Punch                             | Veronica               | Cortometraje               |
| 2017 | Dandelion                             | Guardiana Anubikis     | Cortometraje               |
| 2018 | St. Agatha                            | Sarah                  |                            |
| 2018 | Devil 13                              | Anticristo             | Cortometraje               |
| 2018 | Delirium                              | Rose Hammond           | Cortometraje               |
| 2019 | Haven's End                           | Hannah                 |                            |
| 2019 | Evil Little Things                    | Jessica                |                            |
| 2020 | Horror Nights                         | Geneva                 | Segmento: "American Hell"  |
| 2020 | On Location                           | Ginny                  |                            |
| 2022 | Hair                                  | La Muker               | Video musical de The Lucid |
| 2023 | Wish Made Final                       | Eve                    | Cortometraje               |

## Galardones
| Año  | Evento                                   | Premio                        | Título             | Resultado |
| ---- | ---------------------------------------- | ----------------------------- | ------------------ | --------- |
| 2014 | Eerie Horror Fest                        | Mejor Actriz                  | American Hell      | Nominada  |
| 2015 | FilmQuest                                | Mejor Actriz de Reparto       | American Hell      | Nominada  |
| 2015 | Crimson Screen Horror Film Fest          | Mejor Actriz - Cortometraje   | American Hell      | Ganadora  |
| 2022 | Europe Music Awards                      | Mejor Actriz                  | The Lucid - "Hair" | Ganadora  |
| 2022 | Dreamachine International Film Festival  | Mejor Video Musical           | The Lucid - "Hair" | Ganadora  |
| 2022 | Diamond Bell International Film Festival | Mejor Video Musical           | The Lucid - "Hair" | Ganadora  |
| 2022 | Vegas Movie Awards                       | Mejor ensamble                | The Lucid - "Hair" | Ganadora  |
| 2022 | Black Swan International Film Festival   | Mejor Video Musical           | The Lucid - "Hair" | Ganadora  |
| 2022 | Horror Bowl Movie Awards                 | Mejor Video Musical de Terror | The Lucid - "Hair" | Ganadora  |